# Gianfranco Randone
Gianfranco Randone (znany też jako: Jeffrey, Jeffrey Jey) (ur. 5 stycznia 1970 w Lentini) – włoski piosenkarz, wokalista i basista zespołu Bloom 06, Eiffel 65, a wcześniej Bliss Team.
W listopadzie 2012 rozpoczął solową karierę, wydając swój pierwszy singiel "Out of your Arms".

## Single
- Out of your Arms (1.12.2012)
- The Color Inside Her (08.03.2013)
- Adesso Per Sempre (26.05.2017)
- Sabbia (6.10.2017)
- Lega (20.04.2018)
- Da Quando Ci Sei Te (z Dino Brown) (6.07.2018)